# Torche de la liberté
Torche de la liberté (titre original : Torch of Freedom) est un roman de science-fiction des écrivains David Weber et Eric Flint paru en 2009 aux États-Unis puis en France en 2012 en deux tomes. Il s'agit d'un roman secondaire de la série Honor Harrington, deuxième d'une sous-série nommée La Couronne des esclaves.